# Moruloidea fraudatrix
Moruloidea fraudatrix är en kräftdjursart som först beskrevs av Oleg Grigor'evich Kussakin och Galina S. Vasina1982.  Moruloidea fraudatrix ingår i släktet Moruloidea och familjen klotkräftor. Inga underarter finns listade i Catalogue of Life.